# Georges Meunier
Pour les articles homonymes, voir Georges Meunier (homonymie) et Meunier.
Georges Meunier est un coureur cycliste français, né le 9 mai 1925 à Vierzon et mort le 13 décembre 2015 à Bourges.
Il est le père de Jean-Claude Meunier et Alain Meunier et le grand-père de Nicolas Meunier, tous coureurs cyclistes professionnels.
Il devient professionnel en 1949 et le reste jusqu'en 1960.

## Palmarès sur route

### Par année
- 1945
  - 3e du Tour de Corrèze
- 1949
  - 3e de Paris-Vierzon
- 1950
  - Grand Prix du Débarquement-Nord
  - 2e du Tour de la Manche
  - 3e du Grand Prix des chaussures Léon Daniel
  - 8e de Paris-Roubaix
  - 9e du Tour de France
- 1951
  - 3e étape du Tour de France
  - Paris-Limoges
- 1952
  - 2e du Tour de Corrèze
- 1953
  - 19e étape du Tour de France
  - 2e du Grand Prix Catox
  - 3e du Circuit de l'Indre
- 1954
  - 3e du Grand Prix du Midi libre
  - 6e de Paris-Nice
- 1955
  - 9eb étape du Tour du Maroc (contre-la-montre)
  - 6ea étape du Critérium du Dauphiné libéré
  - 3e du Tour de Picardie
  - 3e du Tour du Maroc
- 1956
  - 4e de Paris-Nice

### Résultats sur les grands tours

#### Tour de France
5 participations
- 1950 : 9e
- 1951 : 16e, vainqueur de la 3e étape
- 1952 : abandon (8e étape)
- 1953 : 27e, vainqueur de la 19e étape
- 1954 : 39e

#### Tour d'Espagne
1 participation
- 1942 : abandon (7e étape[3])

## Palmarès en cyclo-cross
| - 1949-1950 - 2e du championnat de France de cyclo-cross - 4e du championnat du monde de cyclo-cross - 1950-1951 - 3e du championnat de France de cyclo-cross - 4e du championnat du monde de cyclo-cross - 1955-1956 - 2e du championnat de France de cyclo-cross - Médaillé d'argent du championnat du monde de cyclo-cross - 1956-1957 - Champion de France de cyclo-cross - Médaillé de bronze du championnat du monde de cyclo-cross | - 1957-1958 - 3e du championnat de France de cyclo-cross - 8e du championnat du monde de cyclo-cross - 1958-1959 - 3e du championnat de France de cyclo-cross - 1959-1960 - Champion de France de cyclo-cross |  |